# ナイアシン (バンド)
ナイアシン（Niacin）は、1996年に結成したネオフュージョンバンド。 MR. BIGのメンバーであるビリー・シーン（ベース）とデニス・チェンバース（ドラムス）、ジョン・ノヴェロ（ハモンドオルガン）によるセッション・バンド。
ジャズ・ファンク、フュージョン調のインストゥルメンタル楽曲を得意とする。キャリア・技量をもつリズム隊と、ジョン・ノヴェロのオルガンプレイを前面にフィーチャーしたサウンドが特徴。
バンド名は、バンドでフィーチャーされている楽器ハモンドオルガンB3と、ビタミン B3（ナイアシン）を掛けている。
ビリーはナイアシンの音楽性を「ファンキーなEL&P」と評していた。

## メンバー
- ビリー・シーン (Billy Sheehan) - ベース
- ジョン・ノヴェロ (John Novello) - キーボード
- デニス・チェンバース (Dennis Chambers) - ドラムス

## 作品

### スタジオ・アルバム
1. 『ナイアシン』 - Niacin (1996年) 
  - No Man's Land/Do A Little Dirty Work/I Miss You (Like I Miss The Sun)/One Less Worry/Three Feet Back/Bullet Train Blues/Hell To Pay/Alone On My Own Little Island/For Crying Out Loud/Klaghorn/Spring Rounds/Spring Rounds Squared/Pay Dirt/Last Ditch Rag (Bonus Track)
2. 『ハイ・バイアス』 - High Bias (1998年)
  - High Bias/Birdland/Slapped Silly/Montuno/Revenge/Cool To The Touch/Darkside/It's The Little Things/Soul Diversion/Who Cares If It's Raining/Hang Me Upside Down/View From Above (Bonus Track)
3. 『ディープ』 - Deep (1999年)
  - Swing Swang Swung/Best Laid Plans/Sugar Blues/Stompin' Ground/Blue Mondo/Panic Button/Bootleg Jeans/Mean Streets/This One's Called.../Klunkified/Ratta McQue/Things Ain't Like They Used To Be/Ry-30
4. 『タイム・クランチ』 - Time Crunch (2001年)
  - Elbow Grease/Time Crunch/Stone Face/Red/Invisible King/Daddy Log Leg/Hog Funk/Glow/Damaged Goods/Outside Inside Out/Blue Wind/Happy As A Clam
5. 『オーガニック』 - Organik (2005年)
  - Barbarian @ The Gate/Nemesis/Blisterine/King Kong/Surper Grande/Magnetic Mood/Hair Of The Dog/4's 3/Stumbul On The Truth/Club Soda/No Shame/Clean House/Repeat Offender
6. 『クラッシュ! - ジャパン・エクスパンデッド・ヴァージョン』 - Krush (2013年)
  - Krush/Tone Wheels/Stormy Sunday/Low Art/Car Crashed Red/Electrocity/Cold Fusion/Majestic Dance/Prelude & Funky Opus/The Gnarly Shuffle/Drifting/Sly Voltage/That's the One!/Triple Strength

### ライブ・アルバム
1. 『ビリー・シーン・プロジェクト・ライヴ』 - Live! - Blood, Sweat & Beers (1997年) (2000年に同名作品の内容を変更したUSリリース盤がある)
  - Clean Up Crew/Do A Little Dirty Work/Bullet Train Blues/Hell To Pay/Niacin/One Less Worry/I Miss You (Like I Miss The Sun)/Pay Dirt/Klaghorn/Three Feet Back/Purple Rain/For Crying Out Loud/No Man's Land/You Keep Me Hanging On

### 映像作品
1. 『ビリー・シーン・プロジェクト・ライヴ』 - Live! - Blood, Sweat & Beers (1997年)

## 日本公演
- 1996年
10月21日(月) 東京・ブルーノート東京
10月22日(火) 東京・ブルーノート東京
10月23日(水) 東京・ブルーノート東京
10月24日(木) 東京・ブルーノート東京
10月25日(金) 東京・ブルーノート東京
10月26日(土) 東京・ブルーノート東京
10月28日(月) 大阪・ブルーノート大阪
10月29日(火) 大阪・ブルーノート大阪
10月30日(水) 大阪・ブルーノート大阪
10月31日(木) 福岡・ブルーノート福岡
11月1日(金) 福岡・ブルーノート福岡
11月2日(土) 福岡・ブルーノート福岡
11月3日(日) 名古屋・ボトムライン

- 1997年
10月5日(日) 福岡・ブルーノート福岡
10月6日(月) 福岡・ブルーノート福岡
10月7日(火) 福岡・ブルーノート福岡
10月8日(水) 福岡・ブルーノート福岡
10月9日(木) 大阪・ブルーノート大阪
10月10日(金) 大阪・ブルーノート大阪
10月11日(土) 大阪・ブルーノート大阪
10月12日(日) 大阪・ブルーノート大阪
10月13日(月) 東京・ブルーノート東京
10月14日(火) 東京・ブルーノート東京
10月15日(水) 東京・ブルーノート東京
10月16日(木) 東京・ブルーノート東京
10月17日(金) 東京・ブルーノート東京
10月18日(土) 東京・ブルーノート東京
10月19日(日) 名古屋・ボトムライン

- 1998年
8月16日(日) 名古屋・名古屋クラブクアトロ
8月17日(月) 大阪・心斎橋クラブクアトロ
8月19日(水) 東京・渋谷クラブクアトロ
8月20日(木) 東京・渋谷クラブクアトロ
8月22日(土) 東京・パルテノン多摩中央公園特設水上ステージ (パルテノン多摩サマーライブ'98)

- 2000年
2月5日(土) 大阪・ブルーノート大阪
2月7日(月) 東京・ブルーノート東京
2月8日(火) 東京・ブルーノート東京
2月9日(水) 東京・ブルーノート東京
2月10日(木) 東京・ブルーノート東京
2月11日(金) 東京・ブルーノート東京
2月12日(土) 東京・ブルーノート東京

- 2006年
10月20日(金) 名古屋・名古屋ブルーノート
10月21日(土) 名古屋・名古屋ブルーノート
10月22日(日) 東京・ブルーノート東京
10月23日(月) 大阪・大阪ブルーノート
10月24日(火) 大阪・大阪ブルーノート

- 2014年
3月12日(水) 大阪・ビルボードライブ大阪[2]
3月13日(木) 東京・ビルボードライブ東京
3月14日(金) 東京・ビルボードライブ東京[3]